# Lợn biển Amazon
Lợn biển Amazon (tên khoa học Trichechus inunguis) là một loài động vật có vú trong họ Trichechidae, bộ Sirenia. Nó được tìm thấy sống trong môi trường sống nước ngọt của lưu vực sông Amazon ở Brasil, Peru, Colombia, Ecuador, Guyana, và Venezuela. Mặc dù vậy, người ta ước tính nếu mức độ khai thác hiện nay ở Ecuador, nó sẽ biến mất trong vòng 10-15 năm. Màu sắc của nó là màu xám, nhưng đôi khi dường như là một màu xám nâu. Nó có da dày, nhăn nheo và gần như không có lông, nhưng có "râu" xung quanh miệng của nó.
Một tính năng gần như duy nhất (trong số những động vật có vú) của lợn biển là sự thay thế liên tục của hàm răng, răng mới mọc ở phía sau xương hàm và thay thế răng cũ và mòn ở phía trước. Nó có thể đạt chiều dài 2,8 m (9.2 ft). Con cái thường lớn hơn so với con đực, và có thể nặng 360–540 kg (790 đến 1,190 lb). Không giống như lợn biển Tây Ấn, nó thiếu móng trên đầu của hầu hết các chân chèo.

## Hình ảnh

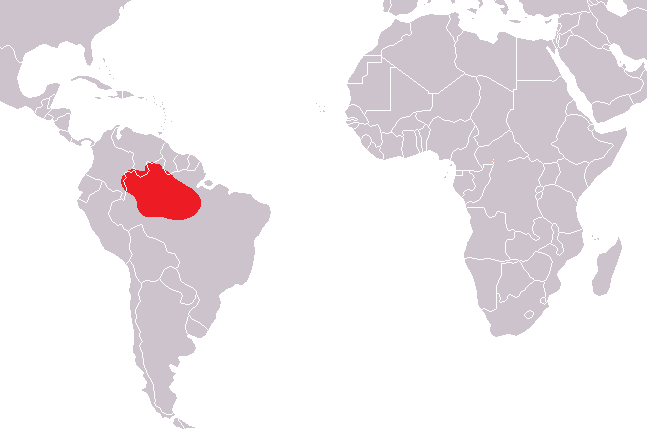
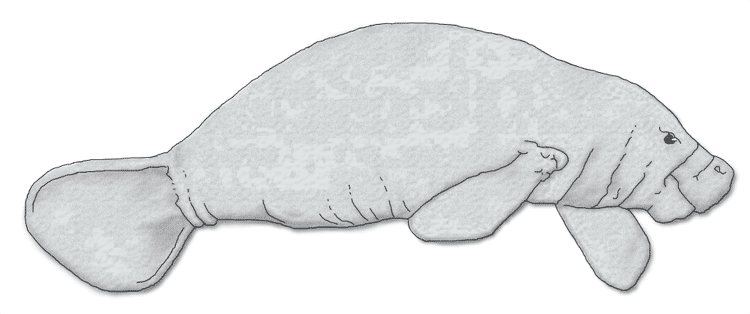
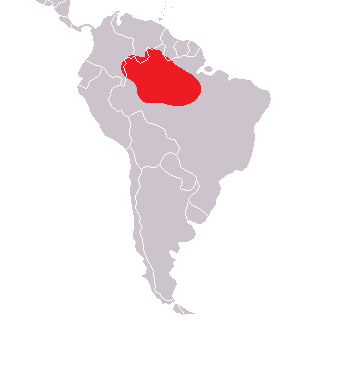
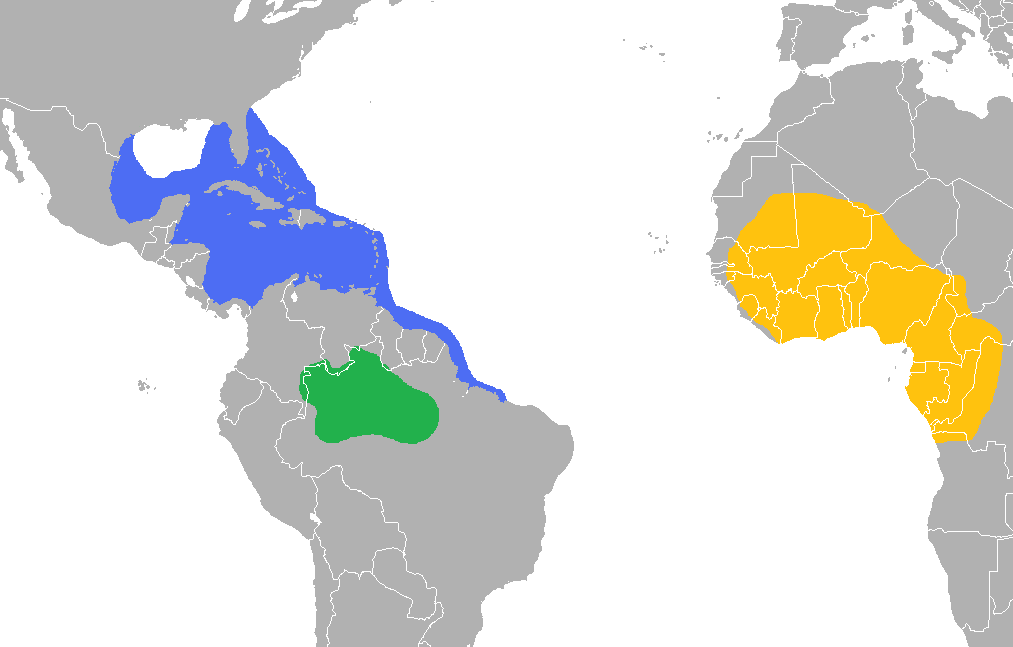